# Tomtom (hippomobile)
Pour les articles homonymes, voir Tomtom.

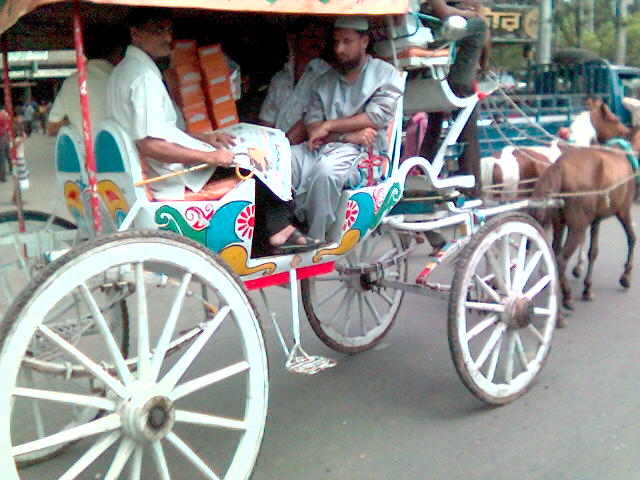
Tomtom tracté par des poneys à Dacca.

Un tomtom (bengali familier) est une charrette hippomobile richement colorée à deux ou quatre grandes roues en bois, tirée par un ou deux chevaux. Typiques du Bangladesh, les tomtom étaient autrefois un outil de transport courant. Ils ne servent désormais plus que rarement à cet usage, et uniquement dans les zones reculées. Dans le vieux Dacca, ils sont devenus un argument touristique. Il arrive d'en voir sur des rallyes, pour des événements promotionnels, ou des tournages de films.

## Histoire
Le développement des tomtom remonte à la période britannique. Le premier véhicule hippomobile amené à Dacca, au milieu du XIXe siècle, provient de Calcutta. L'amélioration des routes permet d'en faciliter la circulation. Ce mode de transport devient couramment utilisé par les Bengalis, notamment pour se rendre sur les zones de commerce à l'extérieur des plaines inondables. Il rencontre un grand succès à Dacca.
Avec le développement des véhicules à moteur, ces charrettes sont désormais considérées comme des attractions pour les touristes. On en voit beaucoup dans le vieux Dacca, effectuant un circuit entre Gulistan (en) et Sadarghat. Il reste possible d'en voir dans certaines zones très rurales du Rajshahi. Des rallyes rassemblant ces attelages colorés sont organisés certains jours, et attirent un public nombreux. Les tomtom sont également souvent utilisés pour des événements promotionnels ou le tournage de films.

## Description
Généralement, ces charrettes sont richement décorées et comportent de très larges roues, de 2 à 4, faites de bois. La forme à deux roues et sans toit est la plus commune. Les sources divergent, car selon certaines, « tomtom » est un nom réservé aux charrettes attelées d'un seul cheval, d'autres affirmant que ces véhicules sont désignés par le nom de taiiga, et que le nom de tomtom est réservé aux charrettes à deux chevaux. Tous ces véhicules hippomobiles sont originaires du sous-continent indien. « Tomtom » est le nom utilisé à Dacca : ailleurs, il arrive que les hippomobiles soient nommés « tanga », « jurigari » ou « ekka ». Le cocher est nommé localement « Kochoan » ou « Sahis ».
Le nom « tomtom » est également employé pour désigner des véhicules à trois roues et à moteur fabriqués artisanalement par les Bengalis : un article rapporte ainsi qu'en décembre 2014, dix personnes ont été blessées par la collision entre un train et un tomtom à moteur, à Kaliakoir.